# Grab (samhälle)
Grab är ett samhälle i Bosnien och Hercegovina.   Det ligger i entiteten Federationen Bosnien och Hercegovina, i den södra delen av landet, 100 km sydväst om huvudstaden Sarajevo. Grab ligger 74 meter över havet och antalet invånare är 1 162.
Terrängen runt Grab är kuperad åt nordväst, men åt sydost är den platt. Närmaste större samhälle är Vitina, 3,5 km nordost om Grab. 
Runt Grab är det ganska tätbefolkat, med 93 invånare per kvadratkilometer.